# Річкові канонерські човни типу «Флай»
Річкові канонерські човни типу «Флай» (або малі канонерські човни для Китаю) - тип невеликих, але добре озброєних кораблів Королівського флоту, розроблених спеціально для патрулювання річки Тигр. Месопотамська кампанія Першої світової війни (згадка Китаю була для прикриття їх справжнього місця призначення). 

## Конструкція
Вони оснащені одним паровим двигуном потрійного розширення, який приводив  у рух один гвинт, захищений трубою, що сприяло дуже невеликій осадці (всього 60   см). Конструкція передбачала можливість перевозити канонерки частинами та збирати їх на місці. На них встановлювали по одній 102-міліметровій,  76, 57 чи  47-міліметровій гарматі, зенітний автомат та 4-5 кулеметів. 

## Застосування
Судна були побудовані суднобудівниками Ярроу в Скотстаун, Глазго в 1915 та 1916 роках і доставлені до Абадану по частинах, де їх зібрали. Вони служили у складі флотилії Королівського флоту на ріці Тигр і були передані  армії протягом 1918 року. Вони були продані на початку 1923 року. 
Firefly був захоплений османами, але відбитий у битві при Нар-аль-Калек у лютому 1917 року. 

## Кораблі типу
Ці канонерки мали приставку "HM Gunboat" ("Канонерський човен Його величності" 
- Blackfly
- Butterfly
- Caddisfly
- Cranefly
- Dragonfly
- Firefly
- Gadfly
- Grayfly
- Greenfly
- Hoverfly
- Mayfly
- Sawfly
- Sedgefly
- Snakefly
- Stonefly
- Waterfly